# Сястрой
Сястрой (на руски: Сясьстрой) е град в Русия, разположен във Волховски район, Ленинградска област. Населението на града към 1 януари 2018 година е 12 824 души.